# Самур
Саму́р (цахур. Самур; рут. Самыр; лезгин. ЧӀвехер вацӏ, азерб. Samurçay) — річка в Росії, у Південному Дагестані; у частині русла проходить кордон Росії з Азербайджаном. Є другою за величиною рікою в Дагестані, частково прикордонною з Азербайджаном. Виток розташований у Рутульському районі Дагестану. Від села Гарах до Самурського гідровузла річкою проходить державний кордон між Російською Федерацією та Республікою Азербайджан. Дельта Самуру являє собою окремий біотоп, для якого характерні часті виникнення та відмирання русел, з постійним розмивом ділянок дельти в одних місцях та їх наростанням в інших. Після прориву у 2002 році русла Малого Самуру в північному напрямку тут в акваторію Каспійського моря почала висуватися нова дельта, що активно росте.
Середня витрата води — 72,4 м/с. Висота витоку — 2880 м над рівнем моря. Площа водозбірного басейну — 7330 км. Ухил річки — 13,7 м/км.

## Етимологія
Етимологія слова Самур трактується різними дослідниками по-різному, тому що гідронім Самур у вимові цахур і рутулів має кілька варіацій — Самир, Саммір, Самбур, що пов'язане з перевагою у вимові і пояснює тим, що воно обумовлено сусідством губно-губних букв «м» і «б». Гідронім Самур має пізнє походження, але період виникнення або трактується по-різному, або не уточнюється.
На думку Б. Б. Талібова, гідронім Самур пізній за походженням, привнесений племенами неіберійсько-кавказького походження.
За версією О. М. Трубачова, назва Самур походить з індоарійського додавання, порівн. ін-інд. sam — «с», var — «вода», а також аналогічне samudrá — «велика кількість води», «повінь», «розлив». В. Ф. Мінорський відносив цю назву річки до алансько-масагетських імен і ототожнював Самур з осетинським самур «куниця».
За однією з версій, назва річки Самур (рутульською Самыр) утворилася з рутульської са — «один, одна» і мыри — «річка», тобто «одна річка» або «річка, що стала єдиною» (савишид мыри).
Згадувану у Птолемея та інших древніх істориків річку Албанус більшість сучасних учених ототожнює з річкою Самур.
Відомий мусульманський мандрівник, історик та географ Аль-Якут писав: "…лезгини з країни Лакз, там, де тече Албанус (Самур)….
Серед лезгін Самур відомий під назвою Чвехер вац (лезгин. ЧӀвехер вацӏ — «річка Чвехер») за назвою нині занедбаного селища Чвехер і Кулан вац (Кьулан вацӏ — «серединна річка»). Також, за однією з версій, назва «Самур» походить від лезгінського цмура «куниця».
Імовірно, на думку лінгвіста Б. Б. Талібова, назва привнесена в період існування племен під час іберійсько-кавказької єдності і може бути як адаптацією арабської (або вихідної, але недагестанської) форми Саммур, так і відбуватися під впливом азербайджанської мови. Малоймовірним вчені вважають виникнення форми Самбура з назви Самур у результаті зміни «м» в «мм», тобто Самур > Саммур > Самбур. Головний науковий співробітник відділу лексикології та лексикографії ІЯЛІ ДНЦ РАН, д. ф. н. І. Х. Абдуллаєв вважає, що «…більш прийнятним виглядає загальноприйнята думка про те, що Самур перебуває у зв'язку зі словом самур (саммур) — „соболь“, „куниця“, представленому в багатьох східних мовах, в першу чергу, в іранських».

## Географія

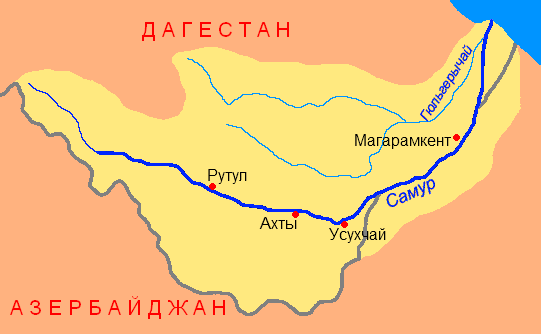

Річка Самур бере початок із відрогу Головного Кавказького хребта поблизу гори Гутон. Площа льодовиків у басейні Самуру, за даними на середину XX століття, становила 13,1 км², або 0,3 % площі водозбору річки. Впадає в Каспійське море двома рукавами — Самур і Малий Самур, утворюючи на останніх 20 км дельту. Малий Самур, що відокремлюється від головної річки за 22 км від її гирла, впадає в море за 5,5 км на північний захід від основного рукава. У Малий Самур ліворуч за 5,0 км від гирла каналом, проритим у 1935 році, скидаються води річки Гюльгеричай, що впадала раніше безпосередньо в Каспійське море.
Довжина річки — 213 км, загальне падіння — 2910 м. Площа водозбірного басейну — 7330 км² (площа з річкою Гюльгеричай, безпосередньо Самуру — 4990 км²), середня його висота — 1970 м. Площа водозбору — 4430 км². Струмками стікаючи на схід, виток Самуру через 7 км приймає ліворуч перша велика і багатоводна притока Халахур, що виникає на висоті 3730 м із джерел на південному схилі Самурського хребта, навпроти розташованого з іншого боку масиву Таклік (4042 м), і має до місця впадання до Самуру довжину 10 км. Саме наявність цих двох витоків, Самуру та Халахуру, позначається на оцінці загальної довжини Самура (213 або 216 км) та визначенні місцезнаходження його витоку то на ГВХ на висоті 3200 м, то на Самурському хребті на висоті 3730 м.
Межами басейну на південному заході та півдні є Головний Кавказький хребет, на північному сході — північні відроги Бічного хребта (Дюльтидаг, Самурський). У нижній течії річки межі басейну не виражені. 80 % басейну лежить вище 1500 м над рівнем моря, приблизно половина його території — понад 2500 м.
Таким чином, 96 % площі водозбору припадає на територію Росії, 4 % — Азербайджану.
Нижню частину басейну покриває унікальний реліктовий субтропічний ліановий ліс.

## Притоки
У басейні річки налічується 65 рік завдовжки понад 10 км. Густота річкової мережі — 1,21 км/км². Основними притоками є: Тухічай, Дюльтичай, Кара-Самур, Шиназчай, Ахтичай, Усухчай, Таїрджал, Генерчай. Штучна притока — річка Гюльгерічай, русло якої за чотири кілометри від свого гирла було перенаправлено в Самур.

## Гідрологія
До села Усухчай протікає у відносно вузькій долині завширшки 20-50 м, після долина різко розширюється, місцями до 1 км.
Живлення річки змішане. Самур відноситься до типу річок із весняно-літньою повінню і добре вираженою зимовою межею. Характерними також є літні та осінні дощові паводки. Середньорічна витрата становить 64,8 м³/с, максимальна — 920 м³/с (відзначено у 1988 році біля села Усухчай).
Річка вирізняється дуже високою каламутністю води (максимальна каламутність становить 110 000 г/м³).

## Вивчення річки
Режим річки вивчався на п'яти гідрологічних постах: Мішлеш, Лучек, Ахти, Усухчай та Зухул.

## Господарське використання
Води річки активно використовуються на зрошення. У 1935 році за 30 км від гирла побудований Самурський гідровузол, від якого відходять Самур-Апшеронський та Самур-Дербентський канали.
Існують проекти зі зведення на Самурі гідроелектростанцій.
За радянських часів у гирлі річки діяв Самурський рибзавод із розведення цінних порід риб (лосося, кутума, форелі, білорибиці тощо).

## Проблеми водоподілу
Для забезпечення маловодних районів, за клопотанням Азербайджанської РСР, у 1952 році на території Магарамкентського району Дагестанської АРСР було виділено ділянку землі під будівництво гідровузла та водозабірних споруд Самур-Дівичінського (пізніше Самур-Апшеронського) каналу (адміністративний кордон проходив правим берегом річки, і весь гідровузол розташовувався біля Дагестану). Гроші на будівництво було виділено Радою Міністрів СРСР. Будівництво було закінчено у 1956 році. З початку експлуатації досі гідровузол із водозабірними спорудами перебуває на балансі експлуатаційних організацій Азербайджану.
Після розпаду СРСР Самурський гідровузол та водозабірні споруди, побудовані на території Магарамкентського району в 1952-56 роках, були остаточно закріплені за Азербайджанською Республікою.
Розподіл водних ресурсів річки Самур між Азербайджанською Республікою та Російською Федерацією регулювався протоколом від 7 жовтня 1967 року, затвердженим Мінводгоспом СРСР. За протоколом було передбачено розподіл стоку річки Самур для розрахункового року 75 % водності річки у пропорціях: 33,7 % — екологічне скидання, 16,7 % — Російська Федерація та 49,6 % — Азербайджанська Республіка. Однак установлені ліміти водоскиду не дотримувалися і не дотримуються.
З початку 1990-х років постала проблема делімітації кордону між Росією та Азербайджаном, а також Дагестаном стало порушуватися питання про рівний поділ водних ресурсів річки Самур. Така постановка питання категорично відкидалася азербайджанською стороною, яка мотивувала свою відмову дефіцитом питної води в містах Баку та Сумгаїт, а також економічними втратами від скорочення поливних земель у приморській низовині. Азербайджан, навпаки, збирався збільшити водозабір із Самуру, для чого у 2008 році було розпочато роботи з реконструкції Самур-Апшеронського каналу.
28 серпня 2010 року було підписано Угоду № 1416-р про делімітацію кордону між РФ та РА, а також про раціональне використання та охорону водних ресурсів річки Самур, за якими кордон між РФ та РА переносився з правого берега річки Самур на середину гідровузла та сторони домовилися надалі проводити розподіл водних ресурсів у рівних частках і встановити розмір екологічного скидання рівним 30,5 %.
На річці планується будівництво нових гідровузлів для вирішення проблеми з водопостачанням південних районів республіки та збереження унікального реліктового Самурського лісу.